# Bigelf
Bigelf ist eine Progressive-Metal-Band aus Los Angeles in Kalifornien, USA.

## Bandgeschichte
Gegründet wurde die Band 1991 von Damon Fox und Richard Anton als Psychedelic-Rock-Band in Los Angeles, Kalifornien. 1995 erschien ihre erste EP Closer to Doom. Nach einem Start als Quartett schrumpfte die Band mit Fox (Gesang, Keyboard, Gitarre), A.H.M. Butler-Jones (Gesang, Gitarre) und Steve Frothingham (Schlagzeug) zu einem Trio. 1997 wurde das Debütalbum Money Machine aufgenommen, jedoch fand sich kein Label, das das Album veröffentlichen wollte. 2000 nahm sich das schwedische Independent-Label Record Heaven des Albums an. Der schwedische Bassist Duffy Snowhill trat der Band nach einer Europatournee bei. 2001 ersetzte Ace Mark Butler-Jones. Kurz darauf erlangte die Band einen Plattenvertrag bei einer schwedischen Filiale des Warner-Konzerns und veröffentlichte dort 2002 das Album Hex. 2008 wechselte die Band wieder zu einem kleineren Label, Custard Record. Dort erschien 2008 das Album Cheat the Gallows. 2009 waren sie zusammen mit Opeth und Unexpect Vorgruppe von Dream Theater, während ihrer Progressive-Nation-2009-Tour.
Am 31. Dezember 2009 starb Gründungsmitglied A.H.M. Butler-Jones an den Folgen einer Lungenentzündung in Knoxville, Tennessee. In den darauffolgenden Spannungen verließ Gitarrist Ace Mark die Band im Sommer 2011.
Nach einigen Jahren Funkstille wurde am 3. April 2013 Mike Portnoy als neuer Schlagzeuger vorgestellt. Zeitgleich unterschrieb die Band einen weltweiten Vertrag mit dem deutschen Rocklabel InsideOut Music. Das vierte Studioalbum Into the Maelstrom erschien am 3. März 2014. Während der Vorbereitungen zum vierten Studioalbum wurde Luis Carlos Maldonado als neuer Gitarrist vorgestellt.

## Stil
Die Band spielt eine Mischung aus Glam, Hard und Psychedelic Rock, für den die Musikbezeichnung Psychedelic Doom erfunden wurde. Als Einflüsse bezeichnet die Band vor allem Bands aus den 1960ern und 1970ern wie Black Sabbath, T. Rex, Mott the Hoople, Pink Floyd, Queen und die Beatles. Auch Einflüsse von The Move, Roy Wood und dem Electric Light Orchestra kann man auf späteren Alben finden.

## Diskografie

### Alben
- 2000: Money Machine (Record Heaven Music)
- 2003: Hex (Warner Music Sweden)
- 2008: Cheat the Gallows (Back on Black)
- 2014: Into the Maelstrom (InsideOut Records)

### EPs/Singles
- 1996: Closer to Doom (EP, Third Hole Records)
- 2000: (Another) Nervous Breakdown (Single, Record Heaven Music)
- 2001: Goatbridge Palace (EP, Record Heaven Music)
- 2003: The Madhatter (EP, Warner Music Sweden)